# Định Hòa (Bình Dương)
Định Hòa is een phường van Thủ Dầu Một, een stad in de provincie Bình Dương. Định Hòa grenst in het westen aan district Bến Cát. Een belangrijke toegangsweg is de Quốc lộ 13.
Định Hòa is sinds mei 2012, toen Thủ Dầu Một werd verheven tot een stad, een phường. Daarvoor was het een xã.